# Wendel Dietterlin
Wendling Grapp Dietterlin, detto Wendel (Pfullendorf, 1550 – Strasburgo, 1599), è stato un pittore tedesco.
Pittore ed incisore manierista, fu autore del trattato Architettura: della distribuzione, simmetria e proporzione delle colonne (1594), dotato di 209 incisioni autografe.